# 2014年トルコ大統領選挙
2014年トルコ大統領選挙（2014ねんトルコだいとうりょうせんきょ、トルコ語: 2014 Türkiye cumhurbaşkanlığı seçimi）は、トルコの元首である大統領を選出するために行われた選挙で、2014年8月10日に投票が行われた。

## 概要
トルコ建国以来、初となる国民の直接選挙に因って行われた。2003年から11年間、首相を務め、親イスラーム政党である公正発展党（AKP）を率いるレジェップ・タイイップ・エルドアンに対し、イスラム協力機構の前事務局長で世俗主義派政党・共和人民党（CHP）とトルコ民族主義政党である民族主義者行動党（MHP）が推すエクメレッディン・メフメト・イフサンオール、クルド人系政党の国民民主主義党（HDP）の共同党首を務めるセラハッティン・デミルタシュが挑む構図となった。

## 選挙制度
2007年の憲法改正で、大統領の選出方法が大国民議会議員の互選から国民による直接選挙に変更された。また任期は7年から5年に短縮、再選禁止も撤廃され、1回に限って認められることになった（3選は禁止）。
- 選挙権：18歳以上のトルコ国民（兵役履行中の者、士官学校生徒、懲役囚は選挙権無し）
- 被選挙権：満40歳以上のトルコ国民で高等教育履修者、国会議員もしくは議員の被選挙権を得ている者。
- 立候補要件：下記のいずれかの要件を満たす必要あり
  - 国会議員20名以上の推薦
  - 直近の総選挙で各政党の得票率合計が10%を超える政党の共同推薦
- 任期：5年
- 再選制限：3選は禁止
- 当選：第1回投票で過半数得票を得た候補者がいない場合は、上位2名で決選投票を実施し、決選投票では最多得票を得た候補が当選。

出典：“トルコ・選挙　(1) 選挙制度”.   中東・イスラーム諸国の民主化. 2015年6月3日閲覧。

## 候補者
立候補したのは以下の3名である。
| 候補者名                                   | トルコ語             | 党派                  | 備考                                             |
| ------------------------------------------ | -------------------- | --------------------- | ------------------------------------------------ |
| レジェップ・タイイップ・エルドアン         | Recep Tayyip Erdoğan | 公正発展党（AKP）     |                                                  |
| セラハッティン・デミルタシュ               | Selahattin Demirtaş  | 国民民主主義党（HDP） |                                                  |
| エクメレッディン・メフメト・イフサンオール | Ekmeleddin İhsanoğlu | 無所属                | 共和人民党（CHP）と民族主義者行動党（MHP）が支援 |

## 選挙結果
第1回投票でエルドアンが過半数を上回る得票を得て、決選投票を経ずに当選を果たした。
| 候補者                                                         | 所属政党         | 得票数     | 得票率 |
| -------------------------------------------------------------- | ---------------- | ---------- | ------ |
| レジェップ・タイイップ・エルドアン                             | 公正発展党       | 21,000,143 | 51.79  |
| エクメレッディン・メフメト・イフサンオール                     | 無所属           | 15,587,720 | 38.44  |
| セラハッティン・デミルタシュ                                   | 国民民主主義党   | 3,958,048  | 9.76   |
| 有効票                                                         | 有効票           | 40,545,911 | 98.21  |
| 無効票・白票                                                   | 無効票・白票     | 737,716    | 1.79   |
| 投票総数                                                       | 投票総数         | 41,283,627 | 100.00 |
| 有権者（投票率）                                               | 有権者（投票率） | 55,692,841 | 74.13  |
| 出典：“大統領選挙結果” (PDF). 高等選挙会議. 2015年6月3日閲覧。 |                  |            |        |